# Rue de la Cigogne (Bruxelles)
Pour les articles homonymes, voir Rue de la Cigogne.
La rue de la Cigogne (en néerlandais: Ooievaarstraat), souvent dénommée à tort impasse de la Cigogne, est une ruelle de Bruxelles-ville, située à proximité de la rue Antoine Dansaert. Cette voie, longue de 70 mètres, est grillagée à son extrémité qui se trouve rue de Flandre. 
Comme plongé dans un passé révolu, le passant peut remarquer que les habitants de cette impasse s'installent dehors par beau temps et discutent avec leurs voisins de quartier. L'entrée de la ruelle se trouve rue Rempart des Moines et témoigne du passé de ce lieu : un porche daté de 1780 avec un fronton surmonté d'une potale contenant une statuette anonyme en l'honneur de saint Roch, comme pour conjurer la peste qui sévissait à Bruxelles.
Les impasses et ruelles bruxelloises témoignent également de la densification de la ville intra muros. Actuellement l'une des maisons a notamment été restaurée par Chantal et Yves Brasseur, et est destinée à leurs expositions diverses. Cette rue échappe néanmoins toujours à la gentrification du quartier.